# 無制限
| ウィキペディアには「無制限」という見出しの百科事典記事はありません（タイトルに「無制限」を含むページの一覧/「無制限」で始まるページの一覧）。 代わりにウィクショナリーのページ「無制限」が役に立つかもしれません。 |